# Albertonykus
Albertonykus är ett släkte av dinosaurier som tillhör ordning ödlehöftade dinosaurier, underordning theropoder och familjen Alvarezsaurider med typarten A. borealis (Albertonykus borealis). Den levde under perioden yngre krita.